# IC 2519
IC 2519 је галаксија у сазвјежђу Мали лав која се налази на листи објеката дубоког неба у Индекс каталогу.
Деклинација објекта је + 34° 2' 11" а ректасцензија 9h 55m 58,8s. Привидна величина (магнитуда) објекта IC 2519 износи 14,5 а фотографска магнитуда 15,5. IC 2519 је још познат и под ознакама CGCG 182-39, PGC 28660.